# Биракан
Биракан (рос. Быракан) — село Верхньовілюйського улусу, Республіки Саха Росії. Адміністративний центр Бираканського наслегу.
Населення — 241 особа (2015 рік).